# CRYSIS
『クライシス』（Crysis）は、エレクトロニック・アーツより発売されている一人称視点シューティングゲーム（FPS）。開発元はドイツのCrytek。また、開発機をフル活用した緻密な3次元コンピュータグラフィックスのため、表示を最高設定にすると、当時最高のパソコンを以ってしても動かない事で有名となった。
後に登場人物の一人、サイクス軍曹──通称「サイコ」を主人公にしたスピンオフ作品『Crysis Warhead』が発売された。

## あらすじ
2020年8月。フィリピン海の孤島「リンシャン島」を北朝鮮軍が占拠、米国の考古学調査チームが消息不明となる。救難信号を受けた米国陸軍は、捜索のため最新のNANOスーツを装備した特殊部隊「ラプターチーム」を含む兵力を派遣するが、潜入のための降下作戦開始直後に正体不明の攻撃を受けチームは離散、更にNANOスーツで武装した兵士を容易く葬り、短時間のうちに舟艇をジャングル深くに置き去りにするような、人智を超えた異常事態に遭遇する。

## 背景
2008年以降、北朝鮮はキム・ジョンチュル統治の下、現在とは程遠い目覚しい経済発展を遂げていた。軍事的にもAK-47の発展型であるFY-71等を開発するなど、強力な軍事力を保有している。
舞台となるリンシャン島は台湾の東方に位置する。鉱石とバナナの輸出のため、大きな港が存在する。島には小規模な村落が点在するほか、方々に北朝鮮軍が防衛拠点を設営している。島の住民らも北朝鮮軍によって何処かへ移送されており、無人化している。ゲーム内のラジオの情報によると、バナナに関しては世界最大の輸出量を誇るらしい。

## ゲーム内容
シングルモードでは主人公ノーマッドを操作し、古代遺跡を調査中の米国研究員を救出するという主目的は与えられているが、同地域は北朝鮮精鋭部隊らからなる敵勢力が展開し、更にオーバーテクノロジーを保有する正体不明の勢力が北朝鮮軍と交戦中、ラプターチームにも襲い掛かる。このため、主人公（プレーヤー）はその両者から身を守りつつ先に進まなければならない。
プレーヤーは、スピード（移動能力）・ストレングス（筋力）・アーマー（防御機能）・クローク（光学迷彩能力）といった機能を搭載した「NANOスーツ」を使用することにより、超人的な能力を備える。またNANOスーツには鹵獲兵器を自在に操るシステムが搭載されており、戦闘車両などを鹵獲して操作することも可能。武器弾薬は序盤において北朝鮮軍のものを鹵獲して使うことになる。後半では謎の敵勢力からも武器を調達可能となる。

## NANOスーツ
米軍によって開発された次世代防御装甲という設定であり、パワードスーツの一種。数々の特殊機能を有し、時間経過によって回復するエネルギーを消費することによって、それらを発揮することが可能。治癒機能も備えている。具体的なエネルギー源は不明。ナノテクノロジーを採用しており、着用者の皮膚からナノマシンを浸透させ、前述の治癒能力から人体の限界を超える筋力を発揮させることも可能で、また着弾時にはナノスキンが剥離しながら銃弾の運動エネルギーを殺ぎ、防御力に割くためのエネルギーが尽きるまでの間は致命傷を防ぐようになっている。
零下200℃の環境にも耐えることが可能。存在そのものが機密扱いとされており、着用者が任務遂行中に死亡した場合は、技術の流用を防ぐため、スーツごと着用者を白熱化させ蒸発させることとなる。しかし、ゲーム中においては、いかなる理由からか北朝鮮側にも技術が渡っており、スーツを着用した兵士が敵兵として登場する。彼らは通常の兵士よりも体力が高く、ミニガンなどの強力な兵器を駆使してくる。
また、一部機能にエネルギーを最大出力まで集中させる事により、通常の倍以上の性能を発揮する事が出来る（Maximum）。逆にそれ以外の機能はかなり制限される。主な機能は以下の通り。
スピード
ナノスーツの出力を歩行補助機能に集中させたモード。
通常の移動やスプリントの速度を、エネルギーの消費と引き換えに上昇させることが可能。泳いでいる際の速度も上げることができる。
ストレングス
体全体の筋力出力を最大にしたモード。
武器による打撃やパンチの威力、また腕部に筋力が集中するため、照準を定める際のブレも多少下げる事が出来る。通常では持ち上げられない重量物を「掴んで遠くまで放り投げる」ことも可能となり、密集した敵兵の一人を掴んで投げ、集団を薙ぎ倒すことも可能になる。
ジャンプ力も上がり身の丈ほどの段差を飛び上がることも出来るが、高いところから着地するとダメージを受けるため、専ら高いところへの移動用。
アーマー
防御、及び治療機能の出力を上げるモード。エネルギーの消費と引き換えに体力の減少を防ぐことが可能。
ナノスーツのデフォルトのモードである。
クローク
周りの景色に透化する機能で、いわゆる光学迷彩。接触しない限り敵に認識されなくなる。クローク状態での移動も可能だが、移動速度が速いほどにエネルギーの減少率も大きくなるため、走らず歩いたほうが効果的となる。また、この状態で射撃や打撃等を行うと、エネルギーがゼロになり、それに伴ってクロークも解除される。
この他にも暗視装置（ナイトビジョン）、情報共有などの機能を備え、ヘルメットに内蔵されたヘッドマウントディスプレイが風景映像に合成する形で各種映像補正を行っている。これらの機能を提供するコンピュータは頑強ではあるものの、強度の衝撃などでは機能不全を起こすこともある。

## 登場人物

### ラプター・チーム
ノーマッド（Jake "Nomad" dunn）
声：楠大典
主人公。陸軍特殊部隊の中尉。コーカソイド。ラプター・チームの一員として研究者の救助に向かう。
ゲーム中のラストで全身の姿を見せるものの一切素顔を出さないが、Crytekが公開したアートワークにおいて素顔のイラストが公開されている。
プロフェット（Laurence "Prophet" Barnes）
声：木村雅史
ラプター・チームの隊長。階級は大尉。ネグロイド。
ゲーム中においては優秀な指揮官ぶりを見せるものの、ストーリー中盤で敵にさらわれ行方不明となる。後にノーマッドと無事に合流する。終盤においては、核ミサイルが撃ち込まれる寸前の島にVTOL機を無断で奪取して向かい、敵の掃討に向かうなどの独断専行ぶりを見せるが、島に向かう前にサイコとの会話で「核ミサイルでも奴らは倒せない」と言っており、対エイリアンに関して何らかの情報を得ている。
続編の『CRYSIS3』にて本名が「ローレンス・バーンズ」と判明する。
サイコ（Michael "Psycho" Sykes）
声：武虎
ラプター・チームのメンバー。階級は軍曹。イギリス人。コーカソイド。
『Crysis』のサイドストーリーであり、彼が主人公を務める『Crysis WARHEAD』では、ノーマッドが島の反対側で戦っている間にサイコが何をしていたのかがわかる。また『Crysis WARHEAD』では、「俺は丸腰の敵は殺さない」という彼なりのルールがある事など、本作では知りえなかった事も語られる。
アズテック（Harry "Aztec" Cortez）
声：船木真人
ラプター・チームのメンバー。コーカソイド。
島に不時着し、木に引っかかってしまっているところを北朝鮮軍の兵士に発見されそうになるが、突如、謎の生命体に襲撃される。
ジェスター（Martin "Jester" Hawker）
声：加瀬康之
ラプター・チームのメンバー。ネグロイド。
他のメンバーと共に凍結した船を調べている最中に、謎の生命体にさらわれる。

### 考古学調査チーム
デイビット・ローゼンタール博士（David Rosenthal）
声：小形満
北朝鮮軍に拘束され、遺跡の発掘、研究を行っている。
発掘現場においてノーマッドと接触した直後に、発掘物が突如暴走する。
ヘレナ・ローゼンタール（Helena Rosenthal）
声：伊藤美紀
ローゼンタール博士の娘。博士と一緒に研究を行っている。
鉱山でキョン将軍に発掘調査を強制されていたが、ノーマッドによって救出された。終盤においては、謎の生命体の解析を進め、ノーマッドをサポートする。

### 北朝鮮軍
キョン将軍（Ri-Chan Kyong）
声：西村知道
北朝鮮軍の司令官。自らもナノスーツを着用。ローゼンタールらに遺跡の研究を行わせている。
鉱山の発掘物を「神殿」と呼称し、本人はこれが大いなる力の源と考えていた（実際は数百万年前に漂着した異星人の宇宙船で、中では異星人も生存していた）。
暴君であり、命令に従わない研究員の一人を射殺して、「神殿」の扉を爆破させた。
「神殿」の扉を爆破した際、部下のナノスーツ兵が事故により全滅してしまう。
その後、ミニガンを用いてノーマッドに襲いかかるが、実は周囲に配置されているドラム缶を投げ付けるだけで倒せるほど弱い。

### アメリカ軍
リチャード・モリソン（Richard Morrison）
声：若本規夫
アメリカ海軍提督。空母コンスティテューション上で作戦の指揮を執る。
エイリアンマシンの技術や状況がわからぬまま命令で核兵器を使用した為、エネルギーを吸収するエイリアンマシンに強力な爆発エネルギーを与えてしまい本格的に稼動させてしまう。
クラレンス・ストリックランド（Clarence Strickland）
声：楠見尚己
アメリカ海兵隊少佐。島に投入された海兵隊を前線で指揮し、中盤からノーマッドをサポートする。
「海を歩けと命令されれば歩くまでさ」と言い、ノーマッド達を逃がす為にエイリアンの足止めを引き受け犠牲となる。
ブラッドレイ（Bradley）
声：白熊寛嗣
アメリカ海軍中尉。

### その他声の出演
隠しスーツボイス
声：若本規夫
スーツボイス
声：森夏姫、船木真人
兵士
声：船木真人、白熊寛嗣、奥田啓人、加瀬康之、小形満、斉藤瑞樹、坂東尚樹、坪井智浩、樫井笙人、斉藤次郎、坂詰貴之、四宮豪、伊丸岡篤、高瀬右光
科学者
声：森夏姫、船木真人、白熊寛嗣
パイロット
声：白熊寛嗣、奥田啓人、加瀬康之
エンジニア
小形満
市民
斉藤瑞樹
工場アナウンス
声：森夏姫
ラジオ
声：川村拓央、飯島肇

## エイリアン
ネイキッドエイリアン（Naked Alien）
ゲーム中盤の鉱山の遺跡（宇宙船）内において出現する謎の生命体。全体的なシルエットとしては人魚に近い。緑色の透き通った肉体を持ち、口はプレデターのように四隅の触手のような顎が動く仕組みになっている。目に当たる器官は見受けられない。
銃のような飛び道具と、体当たりを駆使して襲い掛かってくる。
詳しいことは不明だが、ゲーム中のモリソンの台詞から、400万光年離れた星雲からやって来た知的生命体であることがわかる。本作に登場する彼らは、数百万年前（人類誕生以前）に宇宙船で移動している最中に、何らかの理由で地球に不時着した一隊であった。
ゲーム中の描写から見る限り、人間よりもはるかに高度な技術体系と、独特の文字体系を有していることがうかがえる。
エキソスーツ（Exosuit）
炭素などで形成される硬い外骨格と、周りの水蒸気を凍らせ氷の弾丸を発射する、もしくは直撃した物を一瞬にして氷結させる銃器を備えたエイリアンの兵器。
この内部に何らかの方法でネイキッドエイリアンが乗り込み、操縦している。
これにはいくつかの種類があり、小型で、近接攻撃に特化したトルーパー（Tropper）、比較的大型で空中を浮遊する機能を備え、場合によってはトルーパーを投下することもある、氷の固まりや冷凍光線を発射するスカウト（Scout）、最も大型で、空を飛べない代わりに陸上兵器を大量に駆逐できる主砲や、破壊、氷結性能を上げた冷凍光線などを備え、いわば陸上戦艦と呼べる程の破壊力を誇るハンター（Hunter）の三つからなる。
いずれも周りのあらゆる（雷、原子炉や核兵器の爆発など）エネルギーを吸収し、破損部分などを修復しているため、破壊する事が非常に困難となっている。
スカウトとハンターの中には赤い色の個体が存在し、移動速度や耐久力が高い。

## 登場する武器
以下の（）で示す武器は、その兵装のモデルとなった兵器であり、実際は細部が異なる別の兵器である。
拳銃（H&K MARK 23）
最初から装備しており、装弾数は20（+1）発。射撃モードをセミ / 2点バーストに切り替えることが可能。サイレンサー、レーザーサイト、フラッシュライトなどのオプションを装着可能。なお、実銃のMK.23は装弾数が12（＋1発）であり、バースト機能も備わっていない。またフレームはH&K P46ピストルの影響を受けていると見られる。
ショットガン（ベネリM4）
ポンプアクション式のショットガン。装弾数は8発。接近戦では絶大な威力を発揮する。可変チョークを採用しており発射モードを切り替えることで、チョークの絞りを変更することができる。レーザーサイト、ダットサイトなどを装着可能。
サブマシンガン（H&K MP7）
装弾数は50（+1）発。セミ/フルオートの切り替えが可能。装弾数が多めのため、近距離では有効な武器となる。レーザーサイト、ダットサイトなどに加えて、スコープも装着できる。なお、モデルとなるHK MP7は、SMGとは異なるPDW（パーソナルディフェンスウェポン）の一種である。
アサルトライフル
・FY71（AK-74）
北朝鮮軍歩兵の標準装備であり、装弾数は30（＋1）発。セミ/フルオートの切り替え可。後述のSCARよりも反動がやや大きく、通常弾の威力も劣る。レーザーサイト、サイレンサー、スコープなどのオプションに加えて「焼夷弾」の使用が可能。
・SCAR（H&K XM8）
『Crysis』におけるアメリカ海兵隊の制式装備であり、装弾数は40（＋1）発。セミ/フルオートの切り替え可。集弾性、反動、装弾数、連射速度などほとんどの点においてFY71を上回る。レーザーサイト、サイレンサー、スコープなどを装着可。
スナイパーライフル（DSR-1）
ボルトアクション式の狙撃銃であり、装弾数は10（＋1)発。スコープを装着することにより、アサルトライフルなどよりも遠距離において精密な射撃を行う事が可能。また、FPSでは珍しくスコープの取り外しが可能。
ミサイルランチャー（MBT LAW）
使い捨て式のミサイルランチャー。装弾数は3発。レーザー誘導装置による高い追尾能力を備える。しかし、誘導方法はロックオン方式ではなく目視による手動誘導のみとなっており、着弾まで照準を合わせ続けている必要がある。

### プロトタイプ
ミニガン（GE M134）
劇中においてアメリカ軍が開発したプロトタイプ兵装の一つ。
通常はヘリなどに搭載して用いる多銃身機関砲（ガトリング砲）を、個人携行用に改造したもの。
反動が大きすぎる為、ナノスーツの筋力強化機構がないと携行が不可能、故に一般兵が携行することは出来ない。
ガウスライフル
劇中においてアメリカ軍が開発したプロトタイプ兵装の一つ。
磁力によって鉄の弾丸を高速で撃ち出す兵装。一種のコイルガンに相当する。
今までの技術では出力の関係で不可能だったが、バッテリーなどの小型化によって実現した。装弾数は5（+1）発。
エイリアンMOAC
劇中におけるエイリアン・スカウト、エイリアン・ハンターの武器。バーンズが個人携行用に改造したものもある。空気中の水蒸気を無数の氷の粒に凝縮し、弾丸として放つ。ストーリー後半にてバーンズが復帰時に使用していたものを、ノーマッドが途中から使用する。
また劇中の更に近未来では、量産に成功しているものと思われる。
マルチプレイヤーに登場する量産型MOACでは、スカウトのもう一つの兵装である「MOAR」（直撃した目標を瞬時に氷点下まで下げ、凍結させる）もアタッチメントとして利用可能である。
TACtical Cannon（TACキャノン）
劇中においてアメリカ軍が開発したプロトタイプ兵装の一つ。ミニガンと同じくナノスーツと併用することを前提として開発された。戦術核を弾頭とし、高い破壊能力を誇る。
シングルプレイヤーにおけるプロトタイプでは、ロックオン機能を備え、名称も「TACガン」と多少異なる。
また前述した通り試作段階のものらしく、実戦テストも行われていない。終盤にて入手可能であり、劇中の特定の敵を倒すために必要となる。
マルチプレイヤーに登場する量産型では、ロックオン機能を備えていない。

### 爆発物
手榴弾
正確な名称は破片手榴弾では無く攻撃手榴弾である。
ピンを抜いてから数秒で爆発する。不自然なほどにほとんど転がらない。
発煙手榴弾
投げつけると一定範囲に煙を撒き散らす。殺傷効果はないが、敵を咳き込ませたり、敵から自分の姿を隠すのに有効。
閃光手榴弾
投げつけると、周辺に大音量の爆発音と閃光を発生させ、近くにいる者の目と耳を麻痺させる。
C4
最新式のプラスチック爆弾。目標物に設置し、専用の起爆装置で爆発させる。戦闘車両などの爆破が主な用途だが、地面に設置するなどして兵士や車両等を攻撃することも可能。ドラム等に設置してそれを投げることもできる。武器に設置しようとしたら、どこにもつかずに直接掴むことができるようになる。

## 登場する乗り物
※シングルプレイに登場するもののみ紹介、また名称はゲームデータを参考にする。
LTV
5人乗り軍用車。上部に残弾制限のない機関銃が1つ搭載されており、銃手をすばやく倒さないと連続射撃を浴びせてきて、またその一撃ごとの破壊力も高い。
銃手は体の半分が車体から露出しているため、こっそり近寄れば倒しやすい。また、この機関銃を使用する場合、接近されすぎると角度的に狙えなくなる。
乗車中に「H」を押すとクラクションが、「L」を押すとライトが点灯する。点灯している部分に銃撃を受けると点灯しなくなる。
車体の後部の燃料タンクを撃つと発火し、タイヤが音を立てて破裂したと思えば、まもなく車両ごと爆発する。走行中にタイヤを撃たれパンクすると、ひっくり返ることもある。
北朝鮮軍バージョンとアメリカ軍バージョンが存在するが、デザインが若干異なるだけで性能に大きな差はない。
なお一定以上の水深がある箇所に水没するとエンジンが掛からなくなり使用不能になる。
スモールボート
LTVと同じ機関銃を搭載したモーターボート。銃座、運転席を入れて9席あるが、座れるのは4席のみである。
発動機2つ、プロペラを2つ搭載している。発動機は銃撃を受けすぎると発火するがスピードには影響しない。
シングルプレイにおいて北朝鮮軍が運用するこのボートの銃手は、その他の敵よりも遥かに遠距離から主人公を攻撃する上、操舵手を麻酔で眠らせた場合も操舵こそないものの速度を維持して移動を続ける。鹵獲後は海上から敵拠点を急襲し攻撃可能だが、砂浜に乗り上げると身動きが取れなくなる。
シビリアンカー
リンシャン島の住民が使っていたと思われる二人乗りの小さなトラック。
機関銃は着いておらず、銃撃されて発火する燃料タンクも装備していない。
クラクションやライトなどの装備はLTVと同じであり、タイヤもパンクする。
スピードボート
リンシャン島の住民が使っていたと思われる二人乗りモーターボート。
座席は7つあるが2つしか座れない。
機関銃はついておらず、発動機は銃撃を受けると発火する。
ヘリコプター
二人乗りの攻撃ヘリコプター。正式名称はWZ-19。
ゲームの中盤から登場する。敵兵のみが使用し、主人公は使えない。
パイロットは機関銃とミサイルを、銃手はパイロットとは違う機関銃を発射できる。
左右の燃料タンクは銃撃を受けると発火するが、発火するだけで爆発はせず、飛行に影響しない。機体上部に銃撃を受けすぎるとローターが停止し、墜落する。なお、機の上からメインローターにミサイルランチャーを当てることで一撃で撃墜することが出来る。
LTVやシビリアンカーと異なり、コックピットのガラスは割れないため乗員を直接銃撃することはできず、ミサイルランチャーか、タンクの主砲で撃墜するしかない。
麻酔弾は例外的に貫通するものの麻酔効果を発揮するには十数発必要であり、通常は難しい。パイロットを眠らせた場合、ローターが瞬時に停止し墜落する。この場合、事故死としてカウントされるため殺害数が増加しない。パイロットではなく機体に麻酔弾を打ち込み続けると、ミサイルランチャー他と同様に撃墜できる。
テイルローターを銃撃することによって撃墜することは出来るが現実的ではない。
発見すると、建物に隠れれば建物ごと吹き飛ばし、車で逃げてもすぐに追いつき…といった具合に、大変厄介なので、ロケットランチャーを装備していない場合は去るのを待つのが良い。
AAA
一人乗りの対空戦車。
強力な機関砲とミサイルを装備している。ミサイルはヘリコプターのものと異なり、マウスで誘導できる。対空兵器であるため水平より下に照準を向けられず、地上の敵への対処は困難である。
基本的にはC4、手榴弾、ミサイルランチャー以外の武器では破壊できない。しかし麻酔弾は例外的に、ダメージを与えることができる。
タンク
二人乗りの戦車。
運転手は主砲と機関銃を発射できる。車体上部には機関銃が装備されており、これは銃手が担当する。
北朝鮮軍バージョンとアメリカ軍バージョンが存在し、外観が若干異なる。
通常はC4、手榴弾、ミサイルランチャー、戦車砲弾、ガソリンスタンドの火災以外ではダメージを与えることはできない。しかし、例外的に麻酔弾のみダメージが発生し、数十発受けることで爆発する。
北朝鮮軍のタンクは、車体後部に燃料タンクが二つ装備されており、銃撃を受けると発火する。この燃料タンクは拳銃弾でも発火し、二つとも発火すると車体の耐久性を2割ほど損ねる。一方アメリカ軍の戦車にはそういったものはついていない。
またストリックランド少佐が乗るものは、主砲がガウス弾仕様である。
APC
3人乗り装甲兵員輸送車両。
運転手は機関砲とミサイルを発射でき、残り2人は座っているだけであり、特筆すべき点はない。
C4、手榴弾、ミサイルランチャー、麻酔弾以外の武器ではダメージを与えることは一切できない。
VTOL
米軍の8人乗り航空兵器。
正式名称は兵員輸送型がMV-24H ヴァルチャー。車両輸送型がMV-24T キングフィッシャー。
パイロットは機関銃とミサイルを、銃手は機関銃を、発射できる。
非常に汎用性が高く、兵員の輸送はもちろん、戦車など重量のある兵器の輸送や、敵中への強襲などの攻撃機としての役割も果たす。
垂直に離着陸ができ、速度が速い。終盤で主人公が使用する。
戦車を輸送できるようにした物は、兵員輸送能力を持たない。

## 続編
E3（Electronic Entertainment Expo）2009開幕の前日の、米国時間6月1日、CrytekのCEO、Cevat Yerli氏が、『Crysis』、『Crysis Warhead』の続編を、同社のゲームエンジンである「CryENGINE3」で開発する、と発表。
YouTubeなどの動画投稿サイトにはすでにトレーラーが投稿されている。
その映像によると、舞台は熱帯のリゾート地、リンシャン島から一転し、荒廃し廃墟と化したニューヨークとなっており、ナノスーツのデザインも若干異なり、『Cryis』、『Crysis Warhead』では登場しなかった新しいタイプの敵歩兵、エイリアンが登場している。
『crysis2』の対応ハードはPC、Xbox 360とプレイステーション3。北米では2011年3月22日発売。
外部リンクに載せる『CRYSIS2』の公式HPではトレーラーと、関連画像を見ることができる。
2011年10月には、『CRYSIS2』のグラフィックエンジンを使用したコンシューマ版が、Xbox 360とプレイステーション3で配信された。